# هيو ريتشاردسون
هيو ريتشاردسون هو قاضي وسياسي كندي، ولد في 21 يوليو 1826 في لندن في المملكة المتحدة، وتوفي في 15 يوليو 1913 في أوتاوا في كندا.